# Прямоволосник солом'яножовтий
Прямоволосник солом'яножовтий (Orthotrichum stramineum) — вид мохів порядку прямоволосникальних (Orthotrichales).

## Поширення
Батьківщиною є Європа, Північна Америка.
Населяє дерева; від низьких до помірних висот (10–500 м).

## Галерея

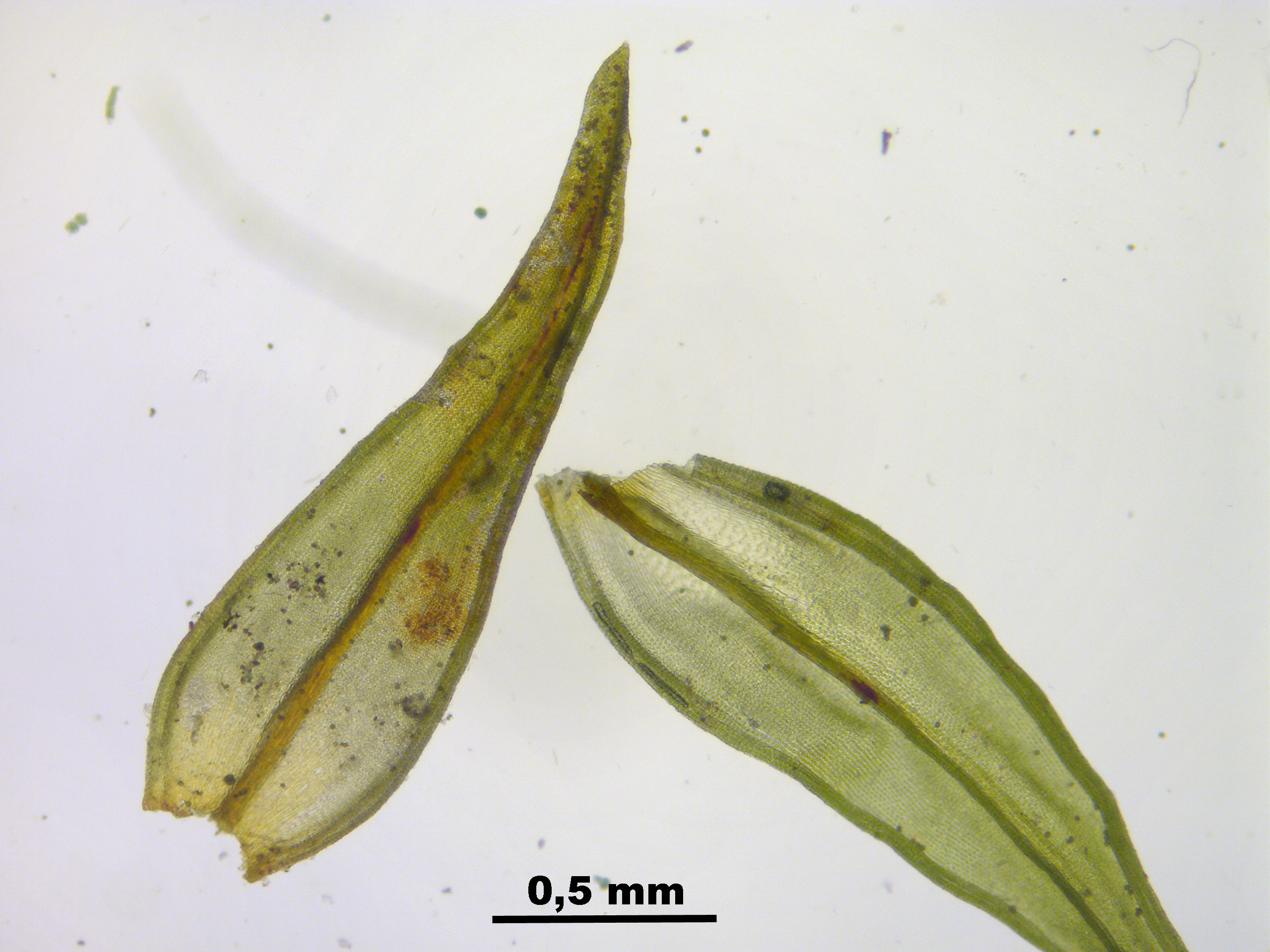
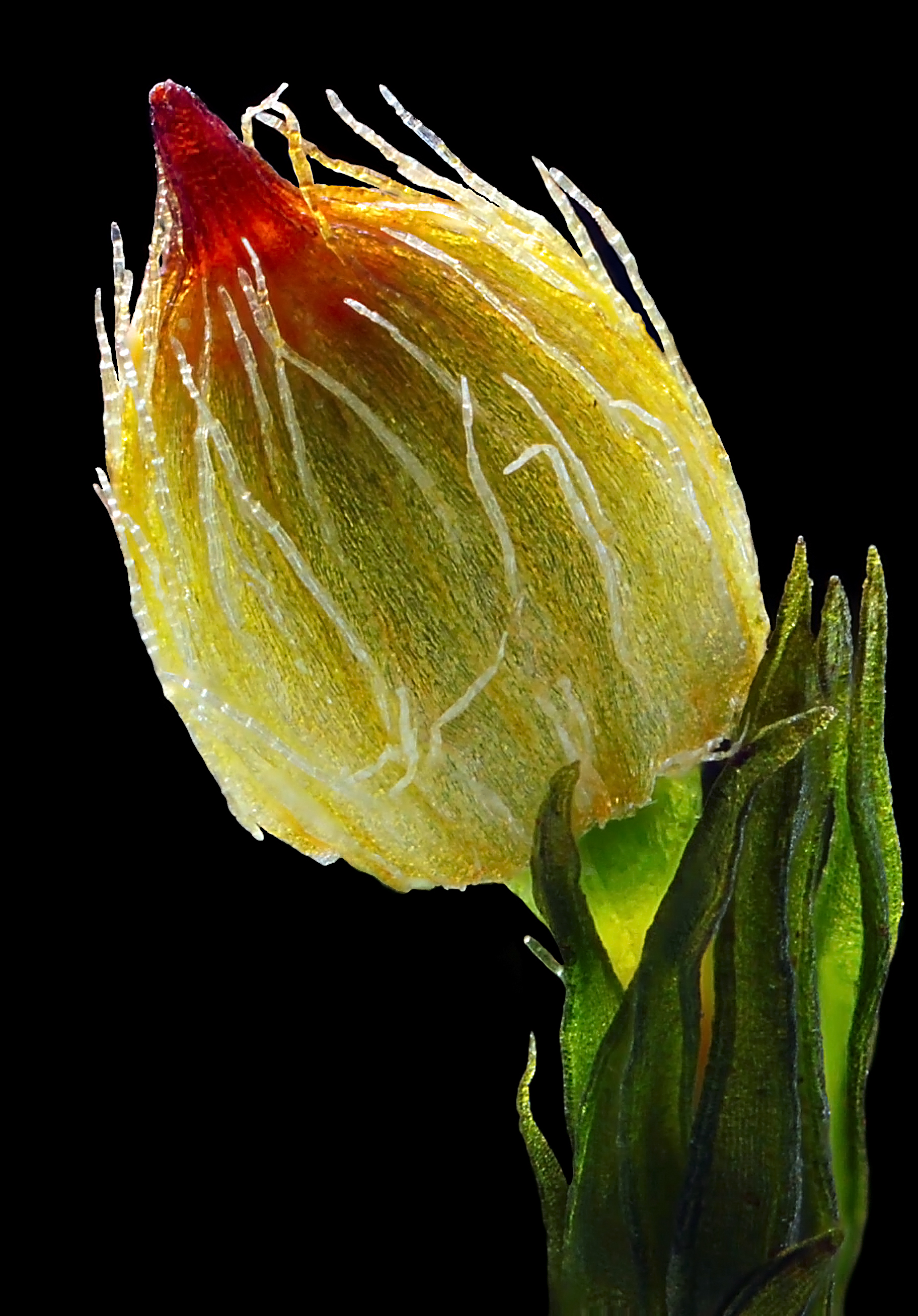
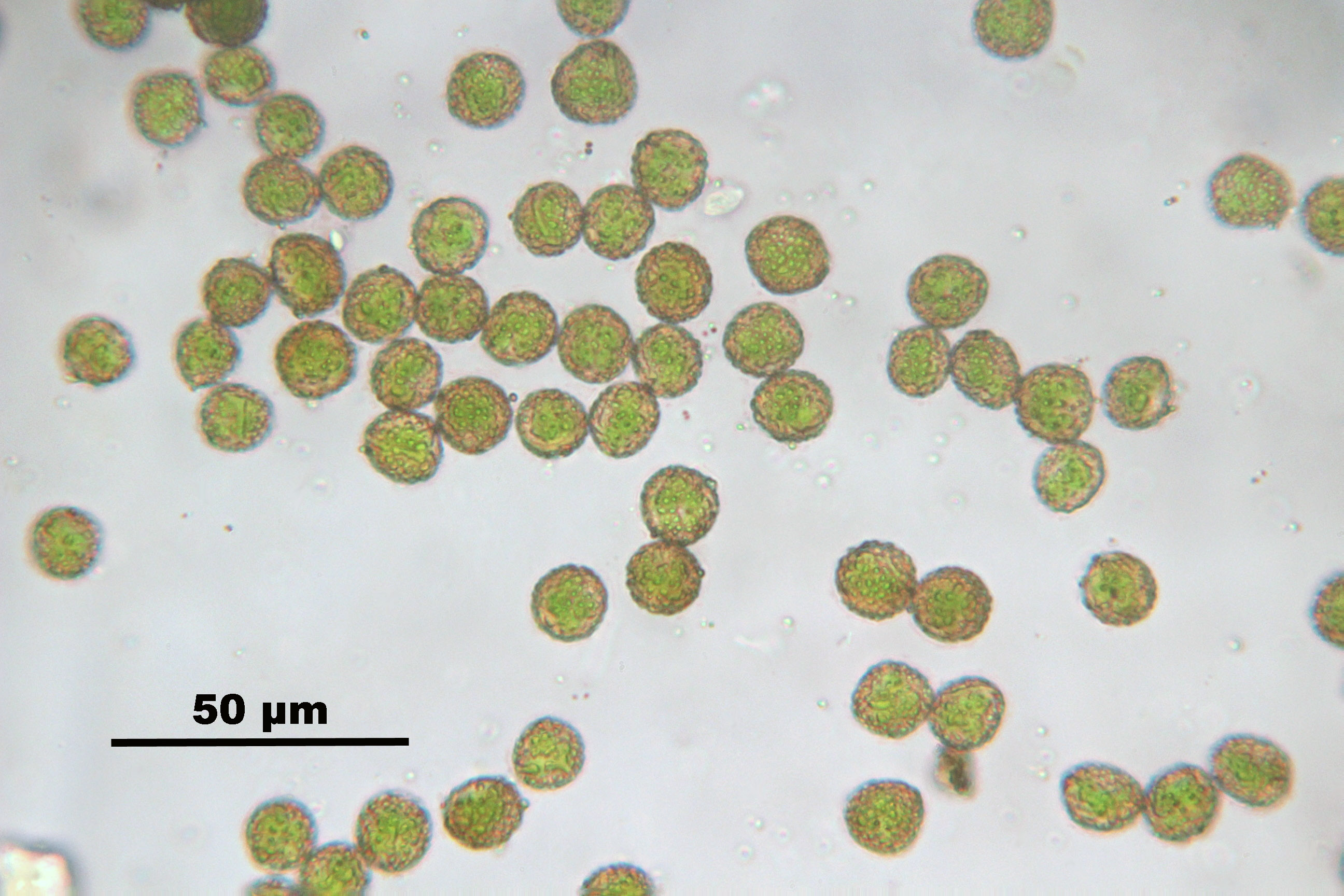

## Характеристика
Рослини 0.5–1 см. Стеблові листки в сухому стані жорсткі, прямовисно-притиснуті чи злегка вигнуті, ланцетні, 1.8–2.4 мм; поля загнуті трохи нижче вершини, цілі; верхівка гостра. Спеціалізоване безстатеве розмноження гемами на абаксіальній поверхні листків. Коробочкові ніжки 0.7–1.5 мм. Коробочка еліптично-циліндрична, 0.8–1.5 мм, сильно 8-ребриста, при висиханні звужена нижче гирла. Спори 10–15 мкм.